# USB On-The-Go

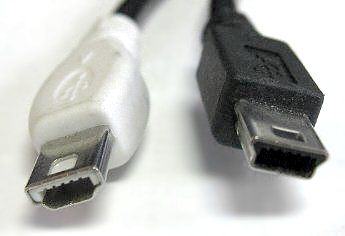
Cable amb connectors mini A (esquerra) i mini B (dreta), un a cada extrem

USB on-the-go, també conegut per l'acrònim  USB OTG, és una extensió de la norma USB 2.0 que permet als dispositius USB tenir més flexibilitat en la gestió de la connexió USB. Permet que dispositius com ara un reproductor d'àudio digital o un telèfon mòbil actuin com a host, de manera que se'ls pot connectar un pendrive, un  ratolí, un teclat, un disc dur, etc.

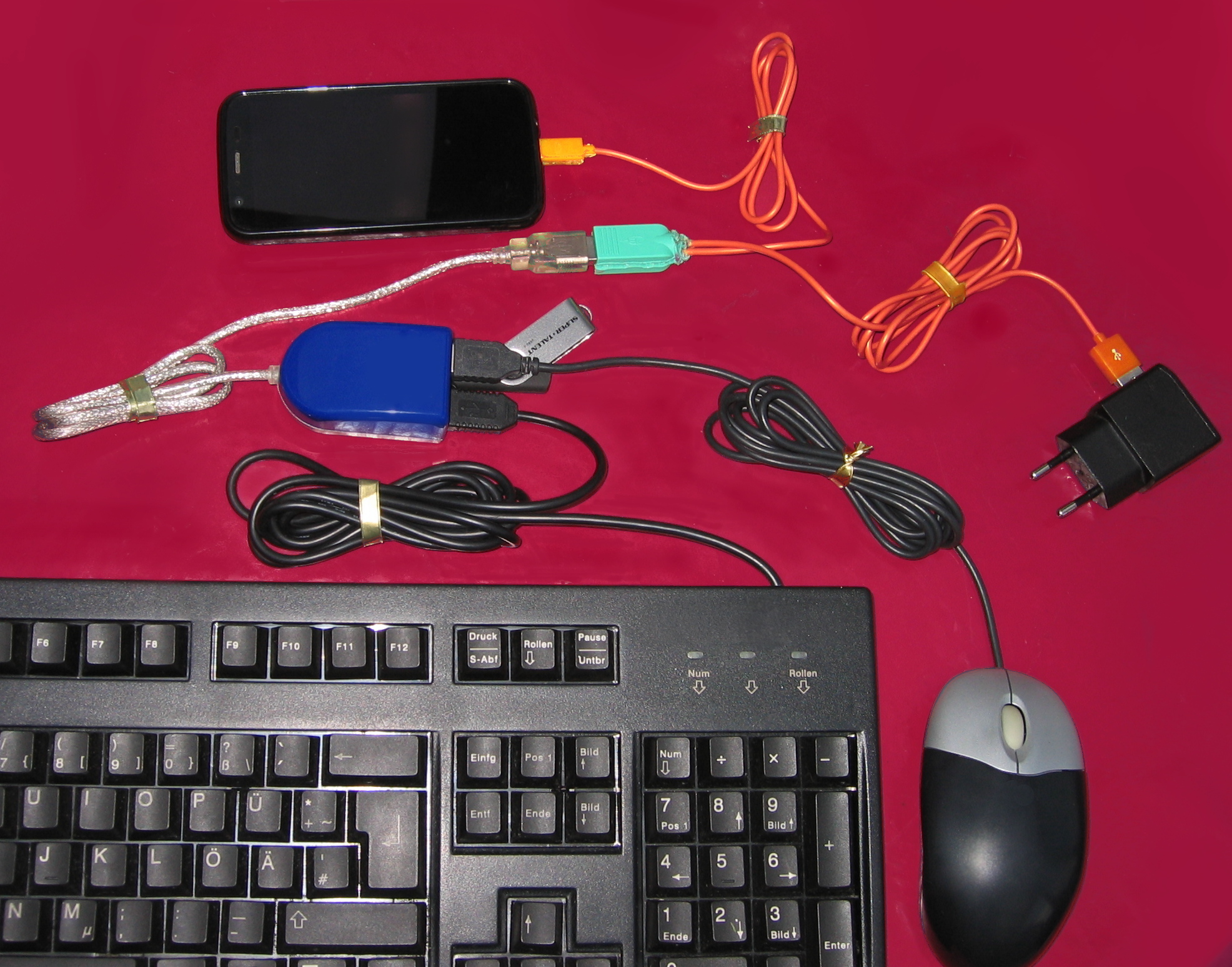
Disseny USB-OTG amb concentrador USB i altres dispositius

## Principi
L'estàndard USB (USB 1.1/2.0) utilitza una arquitectura amo-servidor: un concentrador USB (en anglès, USB hub) actua com a amo USB, mentre que un dispositiu USB actua com a servidor. Només els concentradors USB poden gestionar la configuració i la transferència de dades durant la connexió.
La norma USB-OTG canvia aquesta situació. Els dispositius compatibles amb USB-OTG són capaços d'obrir una sessió, controlar la connexió i intercanviar les funcions amo-dispositiu.
Per aconseguir-ho, la norma USB-OTG introdueix dos nous protocols: el protocol SRP (session request protocol: protocol de sol·licitud de sessió) i el protocol HNP (host negotiation protocol: protocol de negociació de host).
Els dispositius USB on-the-go són compatibles amb USB 1.1/2.0 i es comporten com un dispositiu USB estàndard quan es connecten amb dispositius USB tradicionals (no OTG).

## Connexió
Els perifèrics compatibles OTG disposen d'un connector de tipus mini-AB (o micro-AB), és a dir, capaç d'acceptar un connector A (amo) o B (servidor).
En el cas d'una connexió OTG-OTG, es realitza una connexió mitjançant un cable mini-A-mini-B (o micro-A-micro-B). És la posició del connector del cable sobre la presa mini AB/micro AB a cada extrem allò que permetrà definir quin dels dos dispositius OTG serà l'amfitrió. En segon lloc, hi pot haver un canvi de rols després d'una etapa de negociació entre els dos sistemes OTG (Protocol HNP).
No és obligatori que ambdós dispositius siguin compatibles amb OTG per comunicar-se entre ells, és suficient que un d'ells ho sigui, gaudint per tant de la capacitat de connectar-se punt a punt. Llavors aquesta unitat seria lògicament l'element mestre.

## Aplicacions
Queda obert un ampli camp d'aplicacions per raó de la capacitat d'enviar dades sense haver d'utilitzar un controlador USB mestre (que fins aquesta norma, era típicament un ordinador de sobretaula). Per referir-ne algunes: una càmera de fotos pot enviar les imatges directament a una impressora, o accedir a un disc dur, les càmeres de vídeo poden connectar-se als gravadors de DVD, etc.